# Brachiaria malacodes
Brachiaria malacodes är en gräsart som först beskrevs av Carl Christian Mez och Karl Moritz Schumann, och fick sitt nu gällande namn av Hildemar Wolfgang Scholz. Brachiaria malacodes ingår i släktet Brachiaria och familjen gräs. Inga underarter finns listade i Catalogue of Life.